# オリーブオイルソムリエ
オリーブオイルソムリエ(イタリア語 Sommelier dell'Olio ソムリエデルオリオ)は、レストランや量販店、デパート等で客の要望に応えてオリーブオイルを選ぶ手助けをする、オリーブオイルの専門家。語源はワインを専門に給仕するフランス語（Sommelier / 女性Sommelière：ソムリエール）に由来。
イタリアにおいては、イタリア・オリーヴ・オイル・ソムリエ協会（Associazione Italia Sommelier dell' Olio：AISO）はイタリアソムリエ財団FIS（Fondazione Italiana Sommelier)の理念のもと、BIBENDA（ビベンダ）というイタリアのオリーヴ･オイルのガイドブック編集を行う。エクストラ・ヴァージン・オリーヴ・オイルのプロを育成するコースを運営する。
日本においては、日本オリーブオイルソムリエ協会（OSAJ）が認定する「ジュニアオリーブオイルソムリエ / オリーブオイルソムリエ / マスターオリーブオイルソムリエ」の民間資格がある。
「オリーブオイルソムリエ」呼称は、日本オリーブオイルソムリエ協会が保有する登録商標であり、日本国内で正式に「オリーブオイルソムリエ」資格を発行できるのは日本オリーブオイルソムリエ協会である。

## 歴史
ワインソムリエの発祥時期は明確には分かっていない。ソムリエの語源は中世ヨーロッパにおいて、王の飲食物管理や毒味役を担った食事係（officier de bouche）が管理していた荷車（フランス語 sommier）に求められると考えられている。
オリーブオイルに関連する資格に関しては、1959年に設立された政府間機関International Olive Coucilによる品質鑑定テイスター養成プログラムがあったが、現在は予算削減で開催されておらず、生産各国が国家資格としてテイスターを養成している。また民間ではイタリアで1983年に設立されたOrganizzazione Nazionale Assaggiatori Olio di Olivaによる品質官能評価に関するテイスター養成プログラムの他、アメリカのカリフォルニア大学デービス校オリーブセンターの開催する官能評価コースなどが知られている。
これらは、主に生産者や製造業者向けの品質向上や品質評価のみに重点を置くプログラムであるのに対して、日本オリーブオイルソムリエ協会が開講するオリーブオイルソムリエ養成コースは、オリーブの歴史や栽培法、オリーブオイルの製法や、その栄養学的な健康機能、料理への活用法、マーケティング法などを総合的にプログラムに含め、消費者やユーザーとしてオリーブオイルの品質をどう見極め、また商品を選択し、あるいは料理等への活用を図るかに関する知見を与えることが大きな目的となっており、テイスター等の養成プログラムとは異なるものである。

## 著名なオリーブオイルソムリエ
ベリッシモ・フランチェスコ　(イタリア・オリーヴ・オイル・ソムリエ協会A.I.S.O.認定 Sommelier dell'Olio)　料理研究家・タレント・俳優
神宮司 治　（マスターオリーブオイルソムリエ®　日本オリーブオイルソムリエ協会認定）ロックグループ「レミオロメン」ドラマー
前田 啓介　（オリーブオイルソムリエ®　日本オリーブオイルソムリエ協会認定）ロックグループ「レミオロメン」ベースギター
安江 佐和子　（オリーブオイルソムリエ®　日本オリーブオイルソムリエ協会認定）パーカッショニスト
道端 カレン　（ジュニアオリーブオイルソムリエ®　日本オリーブオイルソムリエ協会認定）モデル・タレント
板谷 由夏　（ジュニアオリーブオイルソムリエ®　日本オリーブオイルソムリエ協会認定）女優・キャスター
佐藤 藍子　（ジュニアオリーブオイルソムリエ®　日本オリーブオイルソムリエ協会認定）女優